# Schnauzer miniature
Le Schnauzer miniature ou Schnauzer nain est une race de chien d'origine allemande comme tous les types de chien Schnauzer. Ces chiens, relativement populaires, sont reconnaissables par leurs moustaches et leurs sourcils.

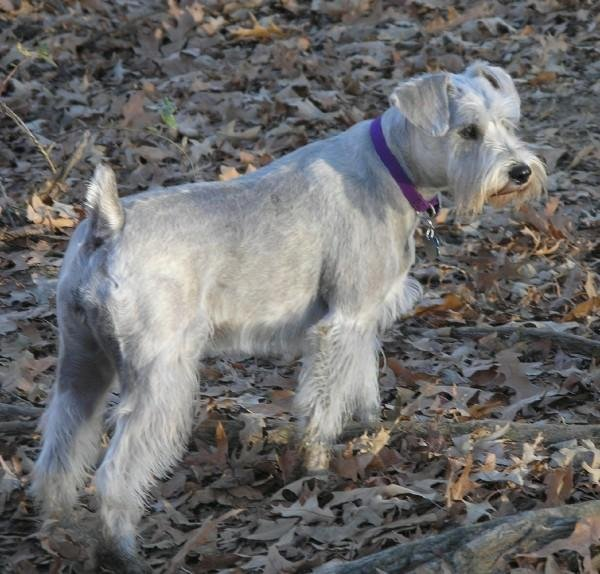
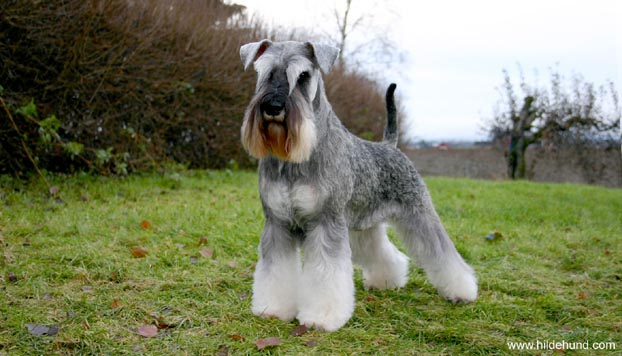
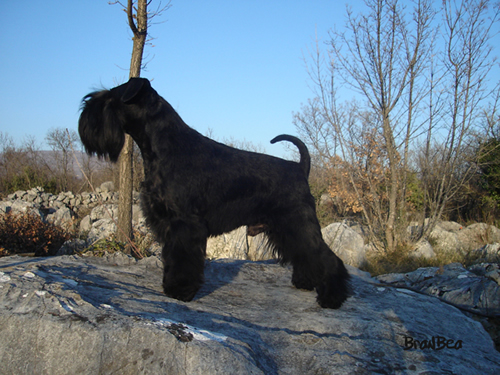
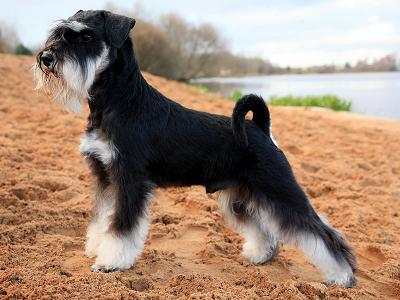
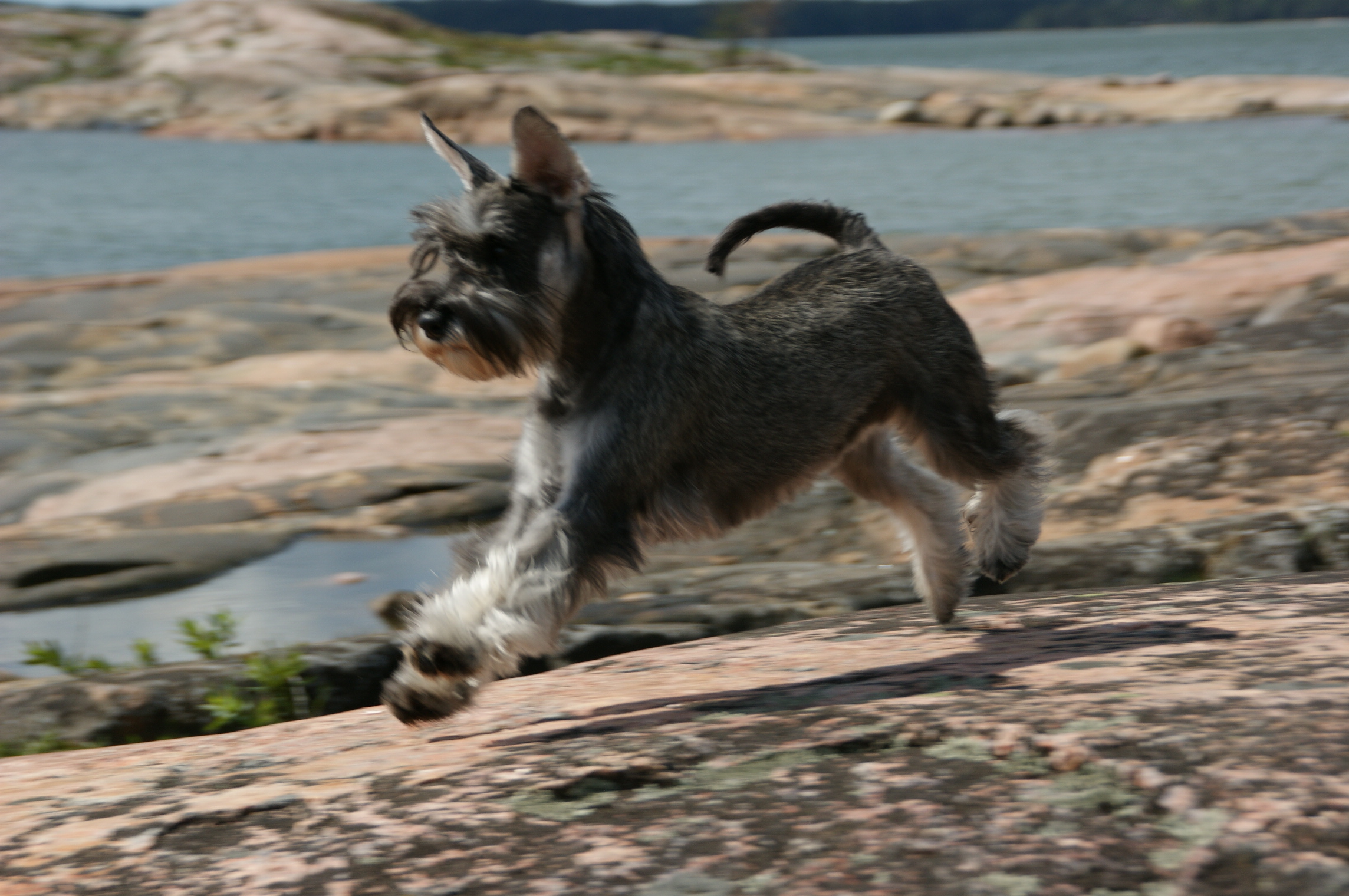
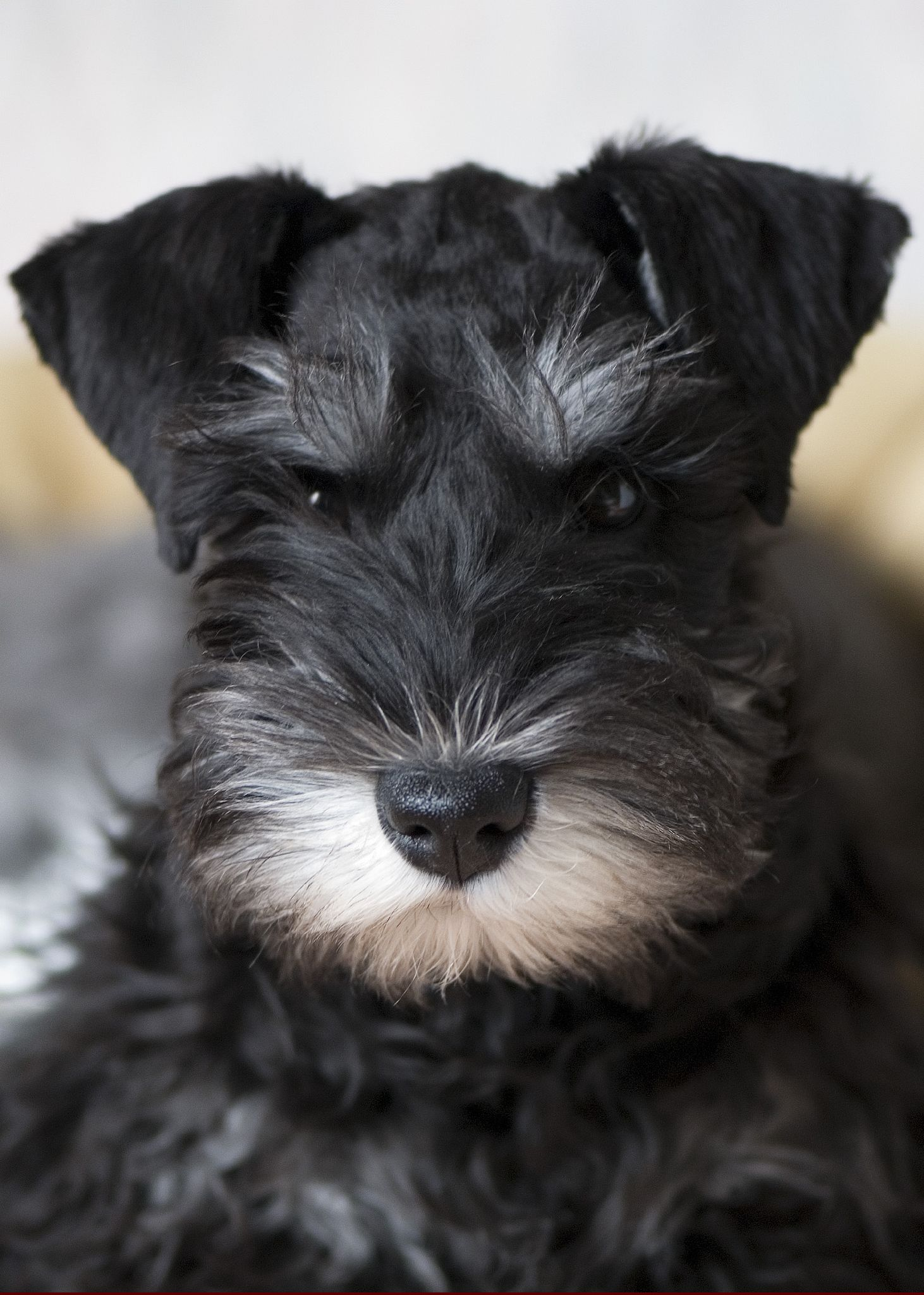